# Notodendrodidae
Notodendrodidae es una familia de foraminíferos bentónicos de la Superfamilia Astrorhizoidea, del Suborden Astrorhizina y del Orden Astrorhizida. Su rango cronoestratigráfico abarca el Holoceno.

## Discusión
Clasificaciones previas incluían Notodendrodidae en la superfamilia Hippocrepinoidea y en el suborden Textulariina del orden Textulariida.

## Clasificación
Notodendrodidae incluye al siguiente género:
- Notodendrodes